# Mo Yingfeng
Mo Yingfeng (en xinès tradicional: 莫應豐; en xinès simplificat: 莫应丰; en pinyin: Mò Yīngfēng) (Shiniujiang 1938 - Changsha 1989), fou un escriptor i guionista xinès. Guanyador del Premi Mao Dun de Literatura de l'any 1982 per la seva novel·la "Jiangjun Yin" 将军吟", traduïda a l'anglès com "General’s Chant”, "A General’s Lament”, o “Song of the General”.

## Biografia
Mo Yingfeng va néixer el 12 de gener de 1938 a Liujiagong, ciutat de Shiniujiang, comtat de Taojiang, província de Hunan. Degut als vanvis de residència de la seva família va estudiar a diverses l'escoles primàries de Huaguoshan, Taolin i a Xielin. El 1956, amb el suport dels professors, Mo va ser admès a l'escola secundària afiliada a la Universitat Normal de les Arts de Wuhan i després de graduar-se, va entrar al Departament de Música de la Universitat de les Arts de Hubei, on va estudiar teoria musical i aprendre tocar l'instrument "Erhu - 二胡 ".
El 1961 van entrar a la Força Aèria de la regió militar de Guangzhou, on va fer de compositor i guionista. Mentre feia el servei militar el 1965 es va casar amb Lee Ming. Desmobilitzat, el 1970 va tornar a Hunan i va començar a treballar a la Mass Art Studio de la ciutat de Changsha i el 1978 a Xiaoxiang Film Studio com a guionista.
Va començar a publicar contes el 1972. El 1976 va publicar la seva primera novel·la 小兵闯大山 (The Soldier Rush Through the Mountains). Algunes obres s'han traduït a l'anglès, francès, alemany i japonès.
Va exercir de vicepresident de la Federació Provincial de Cercles Literaris i d'Art de Hunan, i abans de morir era el vicepresident de la branca de Hunan de l'Associació d'Escriptors Xinesos.
Va morir de càncer de pulmó el 17 de febrer de 1989 a Changsha.

## Obres
- 1976: 将军吟 (General's Chant) publicada el 1980
- 1976: 小兵闯大山 (The Soldier Rush Through the Mountains)
- 1979: 风 (The Wind)
- 1983: 迷糊外传 (Missed Side Story)
- 1984: 麂山之秘 (El secret de la muntanya de Jishan)
- 1984: 美神 (The Goddess of Love)
- 1987: 桃源梦 Táoyuán mèng